# داجني سكولادوتير
داجني سكولادوتير مواليد 10 مايو 1980، هي لاعبة كرة يد أيسلندية تلعب كجناح أيسر. مثلت منتخب أيسلندا لكرة اليد للسيدات.

## سجل المنافسة
مثلت منتخب إيسلندا في البطولات التالية:
- بطولة العالم لكرة اليد للسيدات 2011
- بطولة أوروبا لكرة اليد للسيدات 2012